# Ordina Open 2009
Ordina Open 2009 är en tennisturnering som spelas på gräsplan utomhus. Det är den 20:e upplagen av turneringen som ingår i både ATP- och WTA-touren. Turneringen spelades på Autotron park i Rosmalen, nära 's-Hertogenbosch, Nederländerna mellan den 14 och 20 juni 2009.

## Seedning

### Damsingel
| 1. Dinara Safina 2. Dominika Cibulková 3. Flavia Pennetta 4. Sorana Cîrstea | 1. Alona Bondarenko 2. Daniela Hantuchová 3. Iveta Benešová 4. Elena Vesnina |

### Herrsingel
| 1. Fernando Verdasco 2. Tommy Robredo 3. David Ferrer 4. Rainer Schüttler | 1. Igor Kunitsin 2. Marc Gicquel 3. Jeremy Chardy 4. Mischa Zverev |

## Tävlingar

### Damsingel
- Tamarine Tanasugarn vs.  Yanina Wickmayer, 6–3, 7–5

### Herrsingel
- Benjamin Becker vs.  Raemon Sluiter, 7–5, 6–3

### Damdubbel
- Sara Errani /  Flavia Pennetta vs.  Michaëlla Krajicek /  Yanina Wickmayer 6–4, 5–7, [13–11]

### Herrdubbel
- Wesley Moodie /  Dick Norman vs.  Johan Brunström /  Jean-Julien Rojer, 7–6(3), 6–7(8), [10–5]